# 檜洞丸
檜洞丸（ひのきぼらまる）は、丹沢山地西部、神奈川県相模原市と同県足柄上郡山北町の境にある標高1,601mの山である。別名、青ヶ岳（あおがたけ）。新字体で桧洞丸と表記されることもある。

## 概要

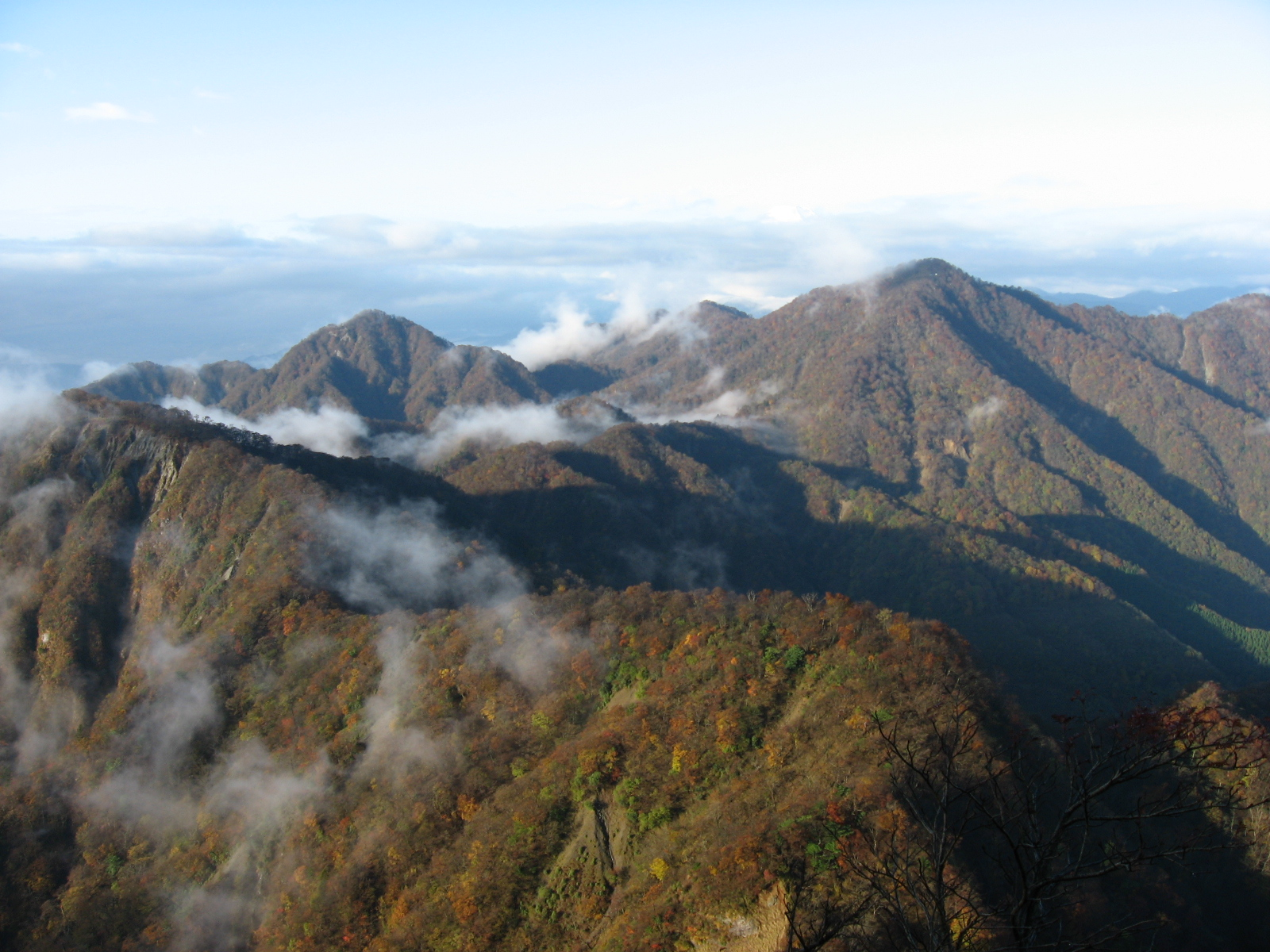
蛭ヶ岳山頂より望む丹沢主稜の山々。右の山が檜洞丸（2006年10月）

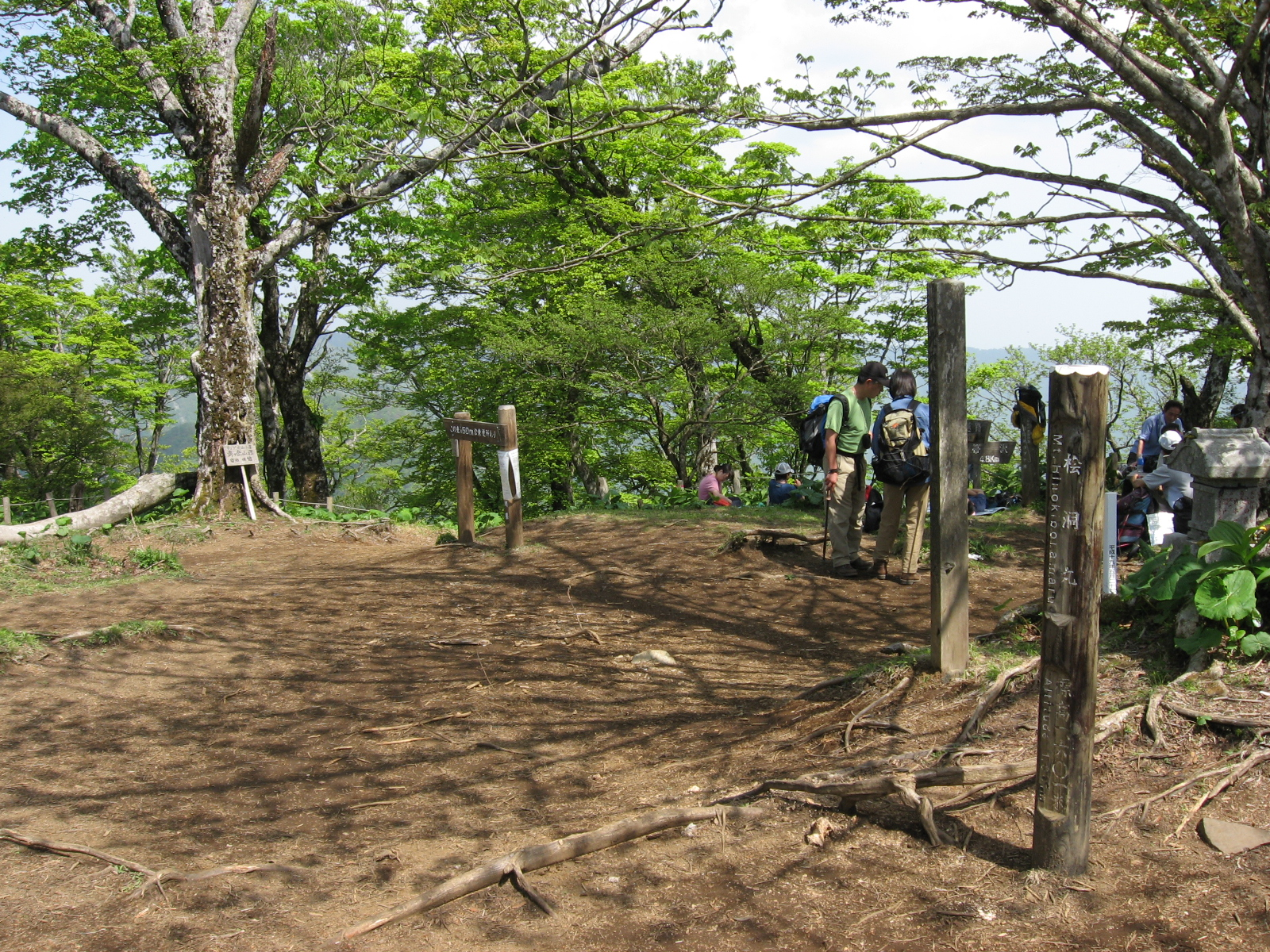
檜洞丸山頂部

丹沢山地最高峰の蛭ヶ岳から西へ伸びる丹沢主稜にある山であり、丹沢山地で4番目に高い山である。周辺の山々とともに丹沢大山国定公園に指定されている。頂稜を深々としたブナ林に覆われたどっしりとした山容を持つことから西丹沢の盟主と呼ばれる。5月下旬から6月上旬にかけて山を彩るツツジで近年人気の山となっており、多くの登山者が訪れる。
山頂からは東・北西・南西の3方向に尾根が伸びており、東側の尾根は金山谷乗越、神ノ川乗越、臼ヶ岳、蛭ヶ岳へと伸びる。北西の尾根は東に伸びる尾根と合わせて丹沢主稜と呼ばれており、大笄、犬越路、大室山へ至り、その先は甲相国境の尾根に伸びている。南西の尾根は石棚山稜と呼ばれ、テシロノ頭、石棚山などの山を含む。石棚山稜のテシロノ頭付近からは南方向へ起伏の大きい同角山稜が派生し、同角ノ頭、大石山、ユーシン渓谷へと至る。

## 山名の由来
現在の檜洞丸の名称は、山頂南東面から南流して玄倉川に流入する檜洞（ひのきぼら）という沢に由来するものである。なお、洞（ぼら）は沢と同じ意味である。
地域によってさまざまな呼び名があり、南西側の中川地域（丹沢湖の上流）では山頂西側を流れる本棚沢より本棚裏（ほんだなうら）と呼ばれ、北側の神ノ川地域（旧津久井町）では彦右衛門ノ頭（ひこえもんのあたま）や青ヶ岳（あおがたけ）と呼ばれていた。青ヶ岳の名称の由来には、周辺に多く生息するカモシカを「アオ」と呼んだためや、遠くから眺めると原生林に覆われた山体が青く見えるためなどの諸説がある。
これらの他に檜原丸（ひのきばらまる）や青ヶ丸（あおがまる）、本棚ノ丸（ほんだなのまる）などの別称もある。

## 標高
檜洞丸の標高については文献によってやや揺れがあり、1,600mとしているものと1,601mとしているものが存在する。
これは、山頂部に三角点が設置されておらず、正確な標高の測量が未だ行われていないためであるが、山頂の標識や昭文社で発行されている登山地図では標高1,601mとされている。

## 自然環境

### 気候
檜洞丸がある丹沢山地はすぐ南に相模湾が位置し、太平洋の黒潮の影響を受ける太平洋側気候の山地である。このため、関東平野と同様に夏季は雨が多く温暖で、冬季は雨雪は少なく晴れる日が多いが、雪の多い年には山頂周辺で1m以上の積雪を記録することもある。

### 植生
檜洞丸の植生は標高800m前後を境にシイやカシなどの暖温帯林からブナ（イヌブナ）やミズナラなどの冷温帯林に変化する。山頂周辺のブナ林は東京近郊でも有数の森林であったが、1980年代より急速に衰退していった（詳しくは後述）。
標高は1,600m程度で亜高山帯を形成する標高に達していない為、高山性の植物はほとんど無いが山地性の植物は多く見られる。4月末から5月上旬にかけて稜線沿いにキクザキイチゲやコイワザクラなどの小花が咲き、丹沢の稜線に春を告げる。その後5月中旬までに新緑が山麓から頂稜部まで一気に駆け上がり、5月下旬から6月初旬にはツツジの季節になる。このツツジとは太平洋側の山地で多くみられるトウゴクミツバツツジとシロヤシオ（ゴヨウツツジ）のことで、近年はツツジの名山として多くの登山者が訪れるようになった。
7月にはオオバイケイソウ、8月にはマルバダケブキの花が咲き、9月には紫色のヤマトリカブトが山稜に散見できるようになる。紅葉は山頂付近で10月中下旬頃から始まり、11月下旬にかけて徐々に山麓へ下りていく。
なお、丹沢に見られるバイケイソウは、花が大きく白いことから、オオバイケイソウに区別される。

### 動物
檜洞丸周辺にはニホンジカ、ツキノワグマ、ニホンカモシカ、イノシシなどの大型哺乳類の他、小型動物ではニホンリス、ニホンモモンガ、ヤマネ、ムササビなどが生息している。このうち最も多く生息しているのがニホンジカで、登山者の前に姿をあらわすことも少なくない。丹沢山地全体では現在4,000-4,900頭と適正頭数を超えた数のシカが生息していると考えられており、シカによる樹皮剥ぎや下草採食などの食害が各地で問題となっている。

## ブナ林の衰退問題

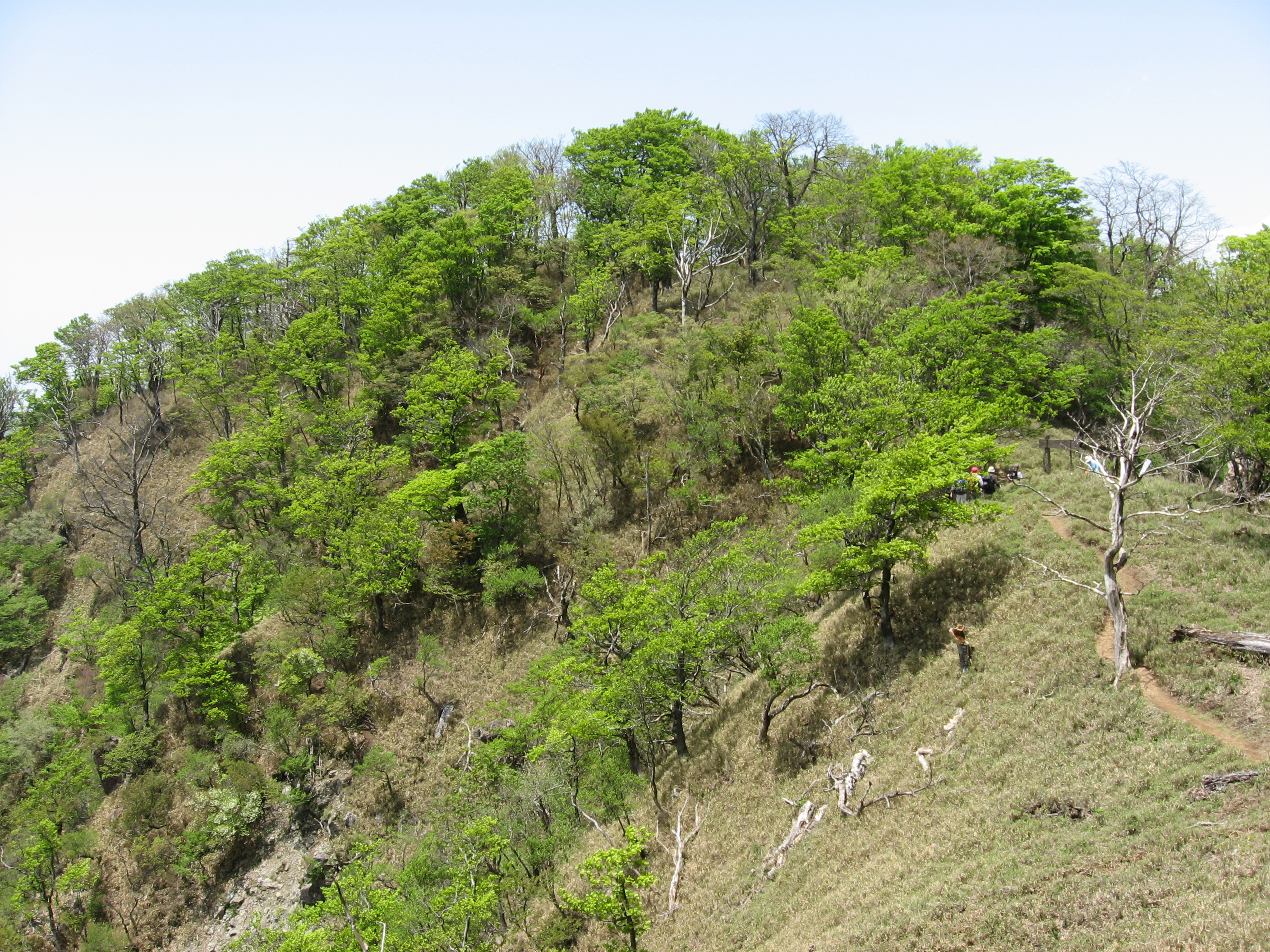
檜洞丸北西・熊笹ノ峰付近の稜線。ブナなどの広葉樹の葉が出揃う季節であるが、健全な樹木がまばらで立ち枯れしている木が目立つ。（2007年5月下旬）

現在、丹沢山地全体で森林の立ち枯れ・衰退が問題となっているが、檜洞丸も例外ではない。かつて山頂周辺は木々の枝にサルオガセが揺らぐ鬱蒼としたブナの原生林が広がっていたが、1980年代から森林の衰退が進み、今日の山頂周辺の森は少し明るい雰囲気となっている。

### 大気汚染物質による影響
この森林衰退の要因の一つとして考えられているのが、首都圏から風に乗って流れてくる大気汚染物質、およびそれ由来の酸性雨・酸性霧である。
丹沢山地は東京都心から最も近い山地のひとつであり、檜洞丸は京浜工業地帯から50kmほどしか離れていない場所に位置していることから、風向きによっては汚染大気濃度が高い状態のまま流れてくる。過去の上空大気や降雨などの調査では硫黄酸化物 (SOx) や窒素酸化物 (NOx) 、オゾン (O3) などが首都圏から丹沢山地へ移入していることが明らかになっている。
近年では大気汚染物質のうち、オゾンによる影響が大きいと考えられている。なお、このオゾンとは地表近くに影響を与える「対流圏オゾン」と呼ばれるものであり、生物に有害な宇宙からの紫外線を遮断するオゾン層（成層圏オゾン）とは異なるものである。
1995年から2000年にかけて丹沢山地一帯で行われた大気調査では、樹木への影響が考えられる40ppbを超えるオゾン濃度が随所で出現していることが明らかになっている。また、連続観測では檜洞丸山頂付近において一時的に100ppbを超す高い濃度のオゾンにさらされる場合があることも示されている。特にブナはオゾンへの感受性が高い樹木に分類されており、2002年〜2004年にかけて檜洞丸北西の犬越路においてオープントップチャンバーを用いて行われた実験（オゾンを含んだ大気および浄化した大気をブナ苗に暴露する比較実験）では、オゾンによってブナの黄葉・落葉が早まり、生長率が約2割低下した結果が報告されている。

### 害虫被害

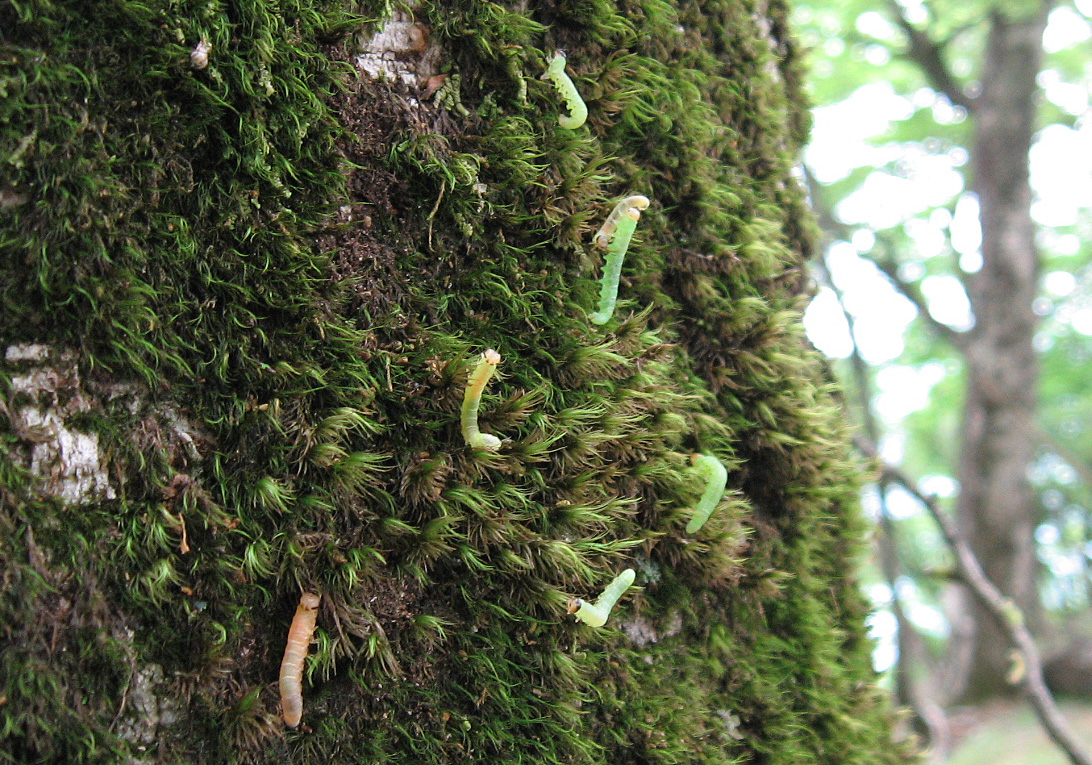
ブナハバチの幼虫
（石棚山稜・2007年6月中旬）

大気汚染物質や酸性雨による問題とあわせて檜洞丸周辺で問題となっているのが、害虫によるブナの食害問題である。この害虫とは主にブナハバチやブナアオシャチホコ（いずれも幼虫）によるものであり、食害がブナ林の衰退をさらに加速させていると考えられている。
ブナハバチによる食害が問題となり始めたのは1993年からで、それ以降毎年発生を繰り返し、5月~6月にかけてブナの葉を食い荒らしている。近年では2007年と2011年が特に規模の大きな発生年であった。このブナハバチは2000年に属レベルで新種（学名:Fagineura crenativora）として認められた昆虫であり、現在も生態の詳しい調査が続けられている。一般的に食葉性昆虫によって広葉樹が枯死に至ることは稀とされているが、ブナハバチの場合は同じ樹木個体に対して連年大きな被害を与える傾向が強く、外的ストレスに弱い樹木個体から衰弱枯死する例が後を絶たない。越地らによる檜洞丸や丹沢山おける定点観測（1997年～2005年）では、わずかな食害度であったブナの個体が、連年被害により10年足らずで枯死に至っている例が報告されている。また、檜洞丸山頂付近における1993年から2010年にかけての長期調査では、調査本数計204本のうち32%の64本が枯死に至り、そのうち46本がブナハバチの食害を受けていたと報告されている。
なお、ブナハバチは卵から成虫に至る期間が1～4年と個体により変化することが明らかになっており、その結果不規則な大発生が生じている可能性が考えられる。またブナハバチに寄生する寄生バチもおり、ブナハバチの発生に遅れることなく、同じ年に同じような程度で発生数が変化している。このことは、寄生バチがその発生の程度をブナハバチの発生と同調させることで、ブナハバチを長期にわたり、安定的に寄主として利用していることを強く示し、世界でも前例のない植食性昆虫と天敵昆虫との種間関係の発見となった。
一方でブナアオシャチホコによる食害が注目されるようになったのは、2005年の大発生以降のことである。八甲田山や八幡平などの東北地方の山地では約10年の周期で大発生する昆虫として知られていたが、丹沢山地においては1917年以来、実に88年ぶりの大発生であった。2005年の大発生は檜洞丸西側の石棚山稜で起こったもので、大規模被害に準ずるものであったが、翌年の2006年は目立つような被害はなく、2007年はブナアオシャチホコの発生はほとんど確認できなかったことから、2005年の大発生は一過性のものであったと推測されている。大発生の原因としては、2005年4月～6月期の降水量が例年に比べて少なかったことが、降雨の影響を受けやすい幼虫に対して有利に働いたことによるものと考えられているが、なぜ88年ぶりに突然大発生を起こしたのかは未だ不明のままである。

### 水ストレスによる影響

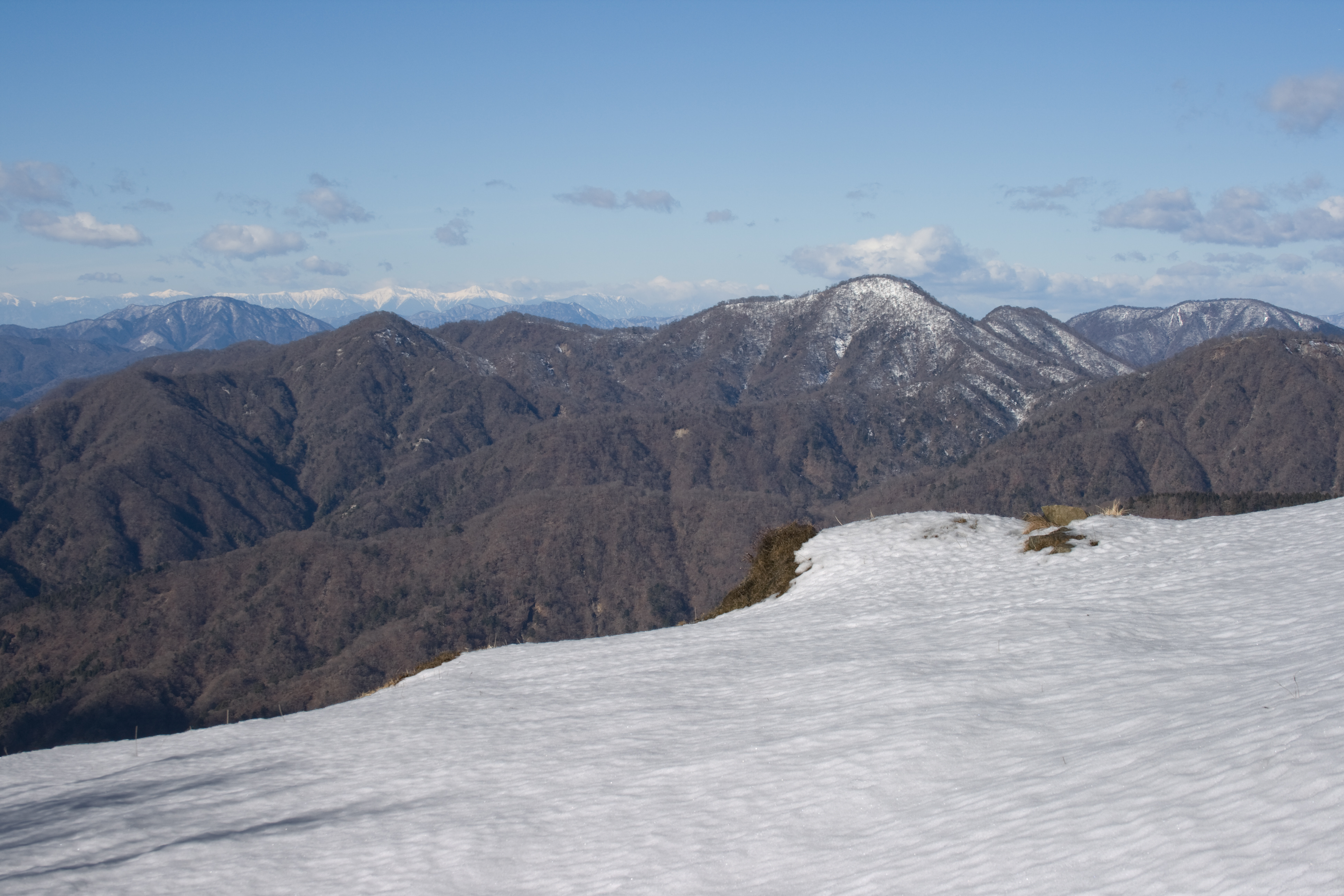
塔ノ岳より望む積雪期の檜洞丸。丹沢山地では1990年頃より少雪傾向が顕著となり始めた（2007年12月）

昨今地球温暖化が各地で問題となっているが、丹沢山地も同様に気温上昇傾向にある。丹沢山地の頂稜部では長期の観測データがないため、山麓のデータを参考にするしかないが、横浜地方気象台海老名観測点の長期データでは、1980年〜2010年までの31年間に年平均気温が約1.5℃上昇しており、山地頂稜部でも同様の気温上昇が起こっていると推測されている。
また、丹沢山地では1990年頃から冬季の少雪化がより顕著になっており、気温上昇と合わさって山地全体で山肌は乾燥傾向にある。
ブナは土壌の乾燥化など水不足に対して非常に敏感な樹種であり、水ストレスによる影響が考えられているのはこのためである。ブナ林の衰退地は南向きの斜面に多くみられるが、これは春〜夏にかけて南から吹き付ける風によって、水ストレスを受けやすいためだと考えられている。また、このような場所では先述したオゾンの影響も受けやすく、水ストレスとオゾンの複合影響によってブナの成長が著しく低下した事例も報告されている。しかし、水ストレスに由来する葉の気孔閉鎖によってオゾンの吸収量が低下し、両者の影響を相殺するように作用した結果、成長低下が確認できなかった例もあり、一概に水ストレスがブナの衰弱に結び付けられるとは言えないようである。

### ブナ林の衰退後の環境

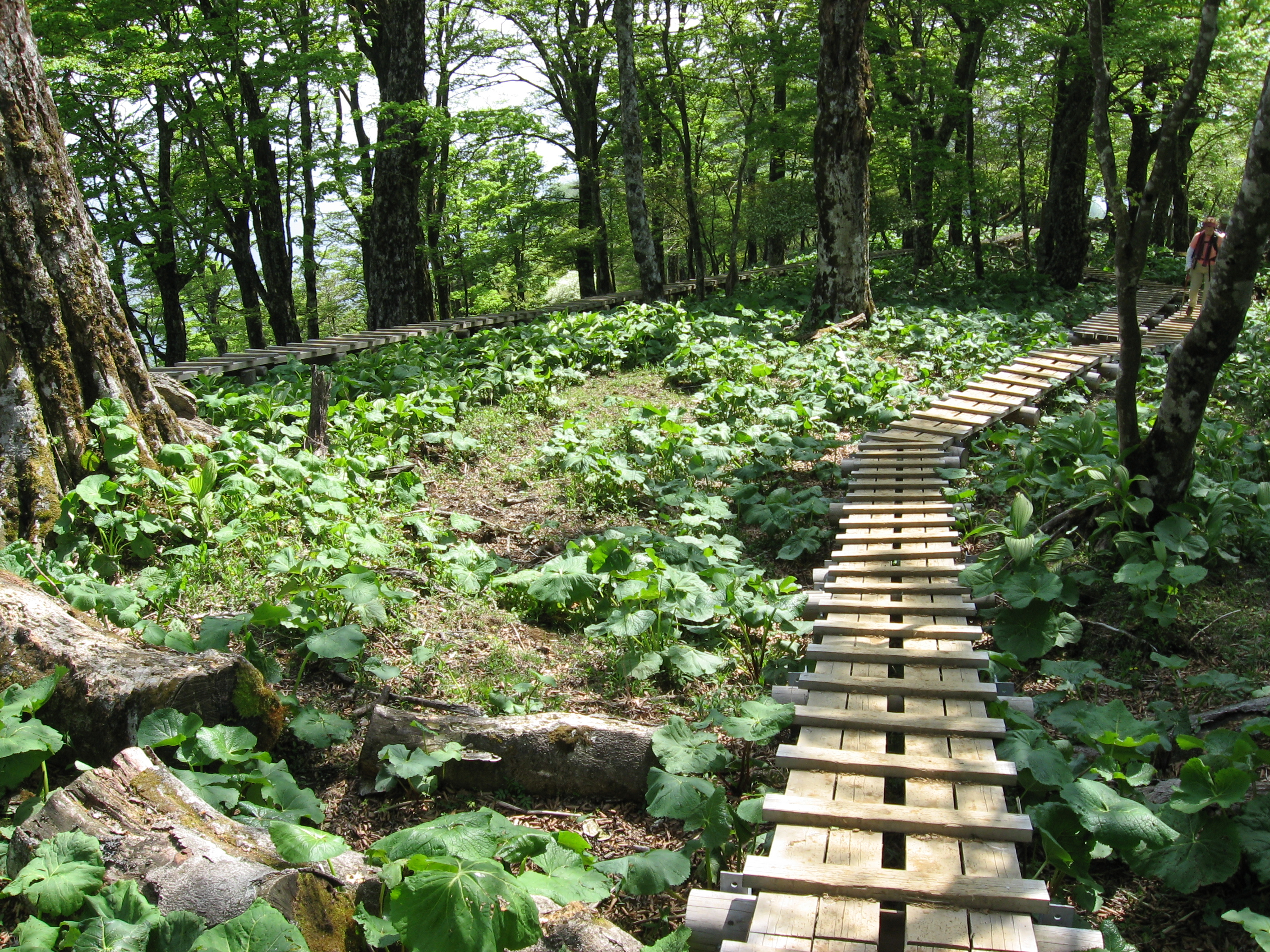
檜洞丸南西の稜線登山道。森林が衰退して日照地となった場所では、マルバダケブキやバイケイソウなどシカの不嗜好性植物が繁茂することが多い。（2007年5月下旬）

健全な森林環境下では、枯死した後に立ち枯れ状態になった木は風雨によって倒れ、その倒木を栄養源として再び新たな木が育つ倒木更新が起こる。しかし今日の丹沢山地では、植物の採食被害を起こすシカの増加などによって森林環境のバランスが崩れ始めているため、倒木更新がうまく行われておらず、ブナが衰退して日照量が増えた場所ではササ類やシカの不嗜好性植物のマルバダケブキやバイケイソウなどがはびこったり、ヤマボウシやアセビなどの低木が繁茂する傾向が大きい。
2008年、檜洞丸周辺で最もブナ林衰退が進行している山頂南向き斜面において神奈川県により行われた衰退調査では、調査区域の20%が草地化していることが報告されており、これは1980年代からブナ等の枯死衰退が拡大してマルバダケブキやバイケイソウなどの草地が拡大したものと考えられている。近年ではシカの食害対策として植生保護用のシカ侵入防止柵が檜洞丸周辺各地に設置されているが、現在も森林衰退の跡地には後継樹木が育たず、ギャップが拡大しつつある。

## 歴史

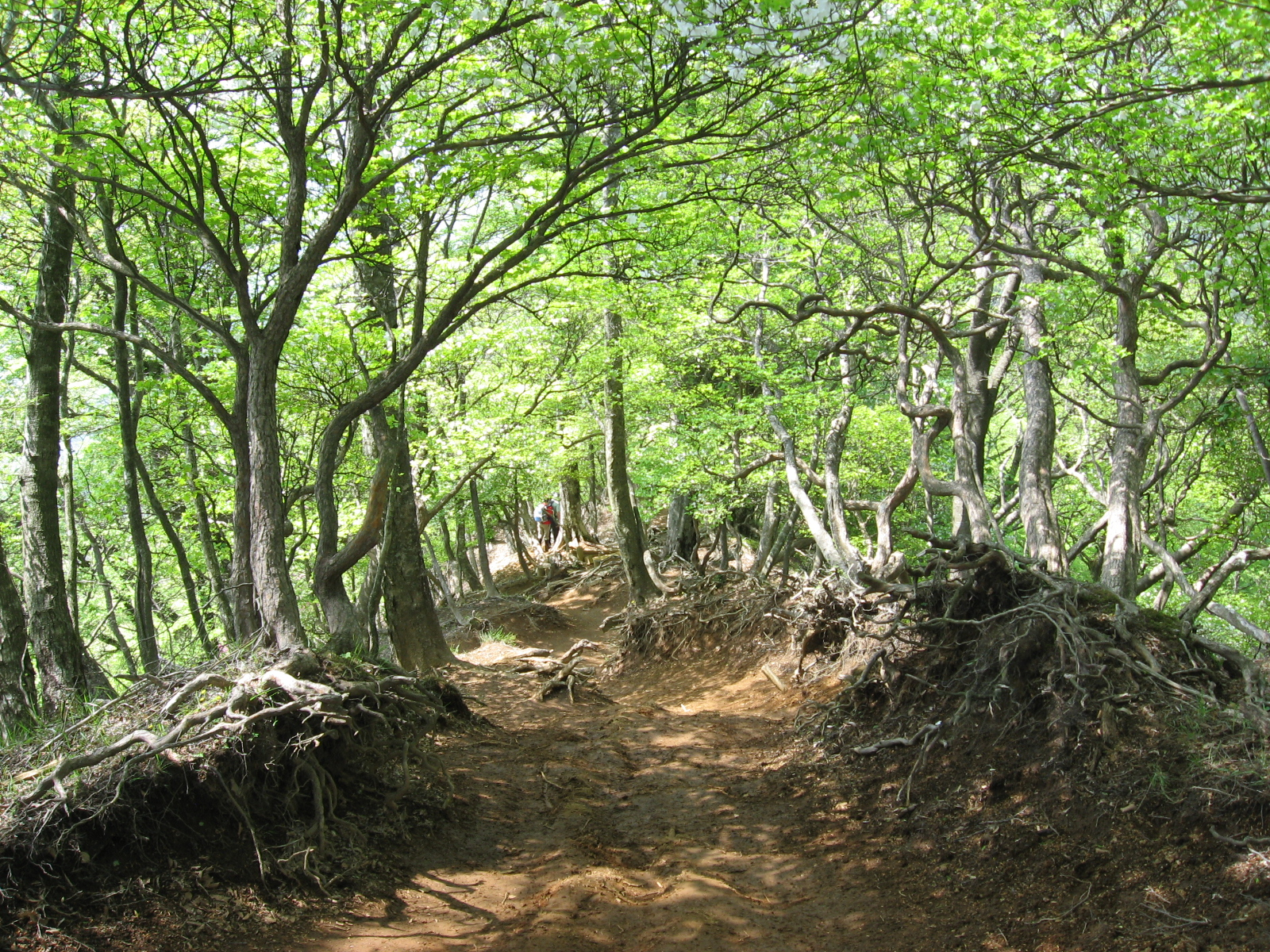
大きく掘り荒らされたツツジ新道
（2007年5月下旬）

古い檜洞丸の写真で有名なものに、1923年に発生した関東大震災とその後の集中豪雨により、山体一帯が表層崩壊を起こした全景像がある。檜洞丸から蛭ヶ岳にかけ植生が失われた白々とした姿は、丹沢山系一帯に及んだ被害を後世に伝える写真として残されている。
その後、ガイドブックの紹介などでツツジの名山として有名となった山であるが、登山対象の山としての歴史は、他の丹沢山地の山と比べて浅いものである。1950年代初頭まで檜洞丸周辺は鬱蒼とした樹林に覆われ、一般登山者の訪れを許さず、長く深山幽谷の聖域を誇ってきた。
一般登山者へ門戸を開くきっかけとなったのは、1955年に神奈川県で行われた第10回国民体育大会である。国体の登山部門が丹沢山地で行われるに際して、神奈川県は登山コースに当たる蛭ヶ岳〜臼ヶ岳〜檜洞丸の丹沢主稜のヤブ払いを行い、その後稜線の登山道は多くの登山者に歩かれるようになった。1962年にはシロヤシオツツジが多く自生する檜洞丸西側の支尾根に、山北町側山麓からの最短登山路であるツツジ新道が開かれ、さらに多くの登山者が訪れるようになった。
平成期以降は先述した大気汚染・害虫被害などによるブナ林の衰退や、登山ブームにおけるオーバーユースによる登山道の荒廃が問題となっている。最近のツツジ新道では、ツツジのシーズンになると登山渋滞が起こるほど多くの登山者が訪れるようになり、ツツジの根が露わになるほど登山道が掘り荒らされ、周辺の登山道を管理する山小屋関係者などを悩ませている。

### 年表
- 1923年 - 関東大震災により山腹崩壊が多数発生。
- 1955年 - 丹沢山地において第10回国民体育大会の登山部門が開催され、蛭ヶ岳〜臼ヶ岳〜檜洞丸の主稜線登山道が切り開かれる[2]。
- 1960年 - 檜洞丸周辺を含む、丹沢山地一帯が県立丹沢大山自然公園に指定される[3]。
- 1961年 - 山頂の東側に青ヶ岳山荘が建設される[23]。
- 1962年 - 山麓からの最短登山路であるツツジ新道が開かれる[2]。
- 1965年 - 檜洞丸周辺を含む、丹沢山地中央部が丹沢大山国定公園に指定される[3]。県立自然公園から国定公園へ昇格。
- 1972年7月12日 - 昭和47年7月豪雨[24]。梅雨末期に丹沢山地西部で局地的な大雨。多数の山・崖崩れが発生[25]。
- 1988年 - かながわの美林50選に「檜洞丸のブナ林」として選ばれる。
- 1993年 - 丹沢山と檜洞丸周辺において、ブナハバチの発生が初確認される[16]。
- 2005年 - 1917年以来、88年ぶりにブナアオシャチホコが大発生[19]。

## 登山

### 登山道
1955年に丹沢主稜の登山道が開かれて以来、さまざまな登山道が整備されるようになり、一般登山者でも手軽に登れる山となった。しかし山麓からの標高差が大きいことから、ガイドブックなどでは健脚者向けの山として紹介されることが多い。小田急線新松田駅から路線バスでアクセスできる西丹沢ビジターセンター（旧西丹沢自然教室、2017年4月に名称変更）を起点としてツツジ新道を登る者が圧倒的に多いが、主な登山ルートとしては次のようなものがある。

#### ツツジ新道ルート
- 西丹沢ビジターセンター - ツツジ新道 - 檜洞丸

前述のとおり檜洞丸登山で最も多く使われる人気ルートであり、その名の通り登山道にはツツジが多く自生しているため、ツツジのシーズン中（5月下旬〜6月上旬）は平日休日問わず多くの登山者が訪れる。
ツツジ新道の登り口は、西丹沢ビジターセンターバス停前から神奈川県道76号山北藤野線を北へ少し進んだところに位置する。登り口からは沢沿いのトラバース道が続き、ゴーラ沢出合と呼ばれる沢の渡渉点から尾根道となる。登山道の多くは樹林帯であるため眺望はほとんどないが、登山道途中の展望園地と呼ばれる場所からは西側の展望が開け、畦ヶ丸や富士山を望むことができる。ツツジ新道上部〜石棚山稜合流点付近はツツジのトンネルとなっている。

#### 犬越路経由ルート
- 西丹沢ビジターセンター - 用木沢出合 - 犬越路 - 大笄 - 檜洞丸

ツツジ新道と合わせた周遊ルートとして歩かれることが多い登山ルートである。登り口は西丹沢ビジターセンターから神奈川県道76号山北藤野線をツツジ新道の登り口より北へ進んだところに位置する用木沢出合と呼ばれる場所で、そこから犬越路までは東海自然歩道に指定された沢沿いの整備された登山道が続く。
ツツジ新道と同様、途中に渡渉点があるため降雨後などは注意が必要である。犬越路は南側が開けているため眺望がよく、峠の傍らには避難小屋が設置されている。犬越路からは稜線の登山道となり、大笄（おおこうげ）の手前からは登山道が急になり岩場・クサリ場が断続するようになる。大笄〜檜洞丸もツツジが多く自生している。檜洞丸の手前は西丹沢の山並みや富士山が望める好展望地となっているが、この展望地周辺は森林衰退やオーバーユースによる草地化や土壌流出などが進みつつある場所である。

#### 石棚山稜ルート
- 箒沢公園橋 - 石棚山 - 檜洞丸
- 玄倉 - 西丹沢県民の森 - 石棚山 - 檜洞丸

新松田駅発・西丹沢ビジターセンター行きバスの終点手前の箒沢公園橋から石棚山稜を経由して登るルートである。石棚山までは非常に急な登山道であるが、それ以降はやや緩やかな稜線となり山頂へと至る。
このほかに丹沢湖畔の玄倉（くろくら）バス停から仲ノ沢林道、西丹沢県民の森を経由して石棚山稜へ出るルートもあるが、歩く者が少ないため、県民の森から稜線へ登る道の一部がやや不明瞭となっている。

#### 同角山稜ルート
- 玄倉 - ユーシンロッジ - 大石山 - 同角ノ頭 - 檜洞丸

ユーシン渓谷中のユーシンロージ前にある登り口から同角山稜を経て登るルートである。ユーシンロッジまでは玄倉バス停から玄倉林道を7 kmほど歩く。この玄倉林道は2007年～2011年秋にかけてトンネル等の補強工事のため通行止めであったが、2011年11月より通行止めが解除され、2013年1月現在は」歩行者に限り通行できるようになっている。
登り口から大石山までは急な登りが続き、大石山から先はクサリ場や梯子場などが断続する起伏の激しい登山道となる。同角ノ頭の先で石棚山稜コースと合流して山頂へ至る。昭文社の地図では唯一上級者向けとされている難コースであり、距離もやや長い。

#### 丹沢主脈・主稜縦走ルート
- 大倉 - 塔ノ岳 - 丹沢山 - 蛭ヶ岳 - 檜洞丸

丹沢主脈と丹沢主稜を縦走するルートである。登山として歩く場合、1日で踏破することは困難であるため、途中の山小屋を利用した1泊2日の行程が一般的である。登り口の大倉へは小田急線渋沢駅からバスでアクセスできる。大倉から塔ノ岳までは大倉尾根と呼ばれる登山者の多い登山道で、塔ノ岳の山頂からはほぼ360度の展望が楽しめる。塔ノ岳より蛭ヶ岳までは丹沢主脈の登山道となり、登山者は少なくなる。丹沢山の先から蛭ヶ岳の稜線は木立が少なくササ原となっており、展望の良い尾根道が続く。蛭ヶ岳から檜洞丸にかけては起伏の大きな丹沢主稜の登山道となり、さらに登山者が少なくなる。

### 登山口へのアクセス
西丹沢ビジターセンター・箒沢公園橋・玄倉へは小田急線の新松田駅および御殿場線の谷峨駅より富士急モビリティ（旧富士急湘南バス）が運行する路線バスが出ている。大倉へは小田急線渋沢駅より神奈川中央交通の路線バスが運行されている。
マイカーの場合、西丹沢方面の最寄インターチェンジは東名高速道路大井松田IC、もしくは御殿場ICとなる。インターチェンジを降りた後、国道246号・神奈川県道76号山北藤野線を経て各登山口へ行くことができる。西丹沢ビジターセンターにはバス停の前、玄倉では玄倉林道のゲート前に駐車場があるが、箒沢公園橋は駐車場が設けられていない為、公共交通の利用が無難である。大倉へは東名高速道路大井松田ICか秦野中井ICが最寄インターチェンジである。大倉では県立秦野戸川公園の有料駐車場が利用できるが、利用時間に制限（8:30〜18:00）がある。

## 山小屋

### 青ヶ岳山荘

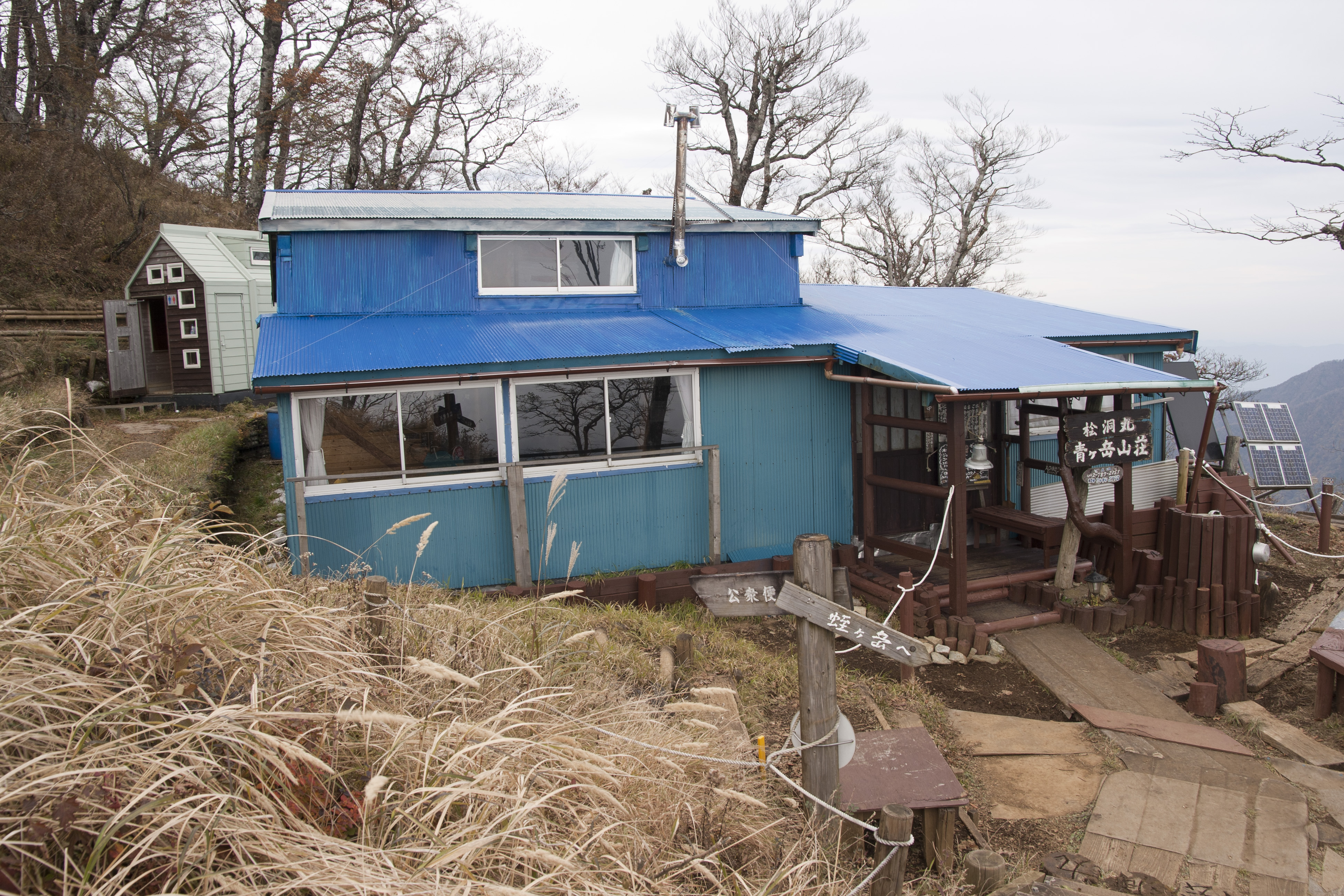
山頂東側に位置する青ヶ岳山荘
山荘の左側に見えるのが公衆トイレ（2016年11月撮影）

青ヶ岳山荘（あおがたけさんそう）は、檜洞丸の山頂東側にある山小屋である。1961年に山頂直下に建てられたもので、小屋の名前は檜洞丸の別名「青ヶ岳」に由来する。期間営業の山小屋であり、週末・年末年始・連休のみ営業している。2003年には小屋の横に有料の公衆トイレ（バイオトイレ）が設置された。公衆トイレの使用料金は以前は50円であったが、2012年3月より100円に変更された。

### 周辺の山小屋
檜洞丸東側の蛭ヶ岳山頂には通年営業の蛭ヶ岳山荘があり、北西の犬越路には犬越路避難小屋がある。
丹沢山地では檜洞丸以東の山小屋の多くは有人の小屋であるが、以西の山小屋はすべて無人小屋であるため、大室山や菰釣山など甲相国境尾根方面へ縦走する際には、寝具や自炊具などの登山装備が必要となる。
| 画像 | 名称           | 位置                      | 檜洞丸からの 方角と距離（km） | 備考                 |
| ---- | -------------- | ------------------------- | ----------------------------- | -------------------- |
|      | 菰釣避難小屋   | 菰釣山東側 ブナ沢乗越付近 | 西 10.8                       | 無人小屋・トイレなし |
|      | 畦ヶ丸避難小屋 | 畦ヶ丸山頂付近            | 西 6.4                        | 無人小屋・トイレあり |
|      | 加入道避難小屋 | 加入道山山頂付近          | 西北西 6.2                    | 無人小屋・トイレなし |
|      | 犬越路避難小屋 | 犬越路                    | 北西 2.9                      | 無人小屋・トイレあり |
|      | 青ヶ岳山荘     | 檜洞丸山頂付近            | 東北東 0.2                    | 有人小屋（期間営業） |
|      | 蛭ヶ岳山荘     | 蛭ヶ岳山頂                | 東北東 3.4                    | 有人小屋（通年営業） |
|      | みやま山荘     | 丹沢山山頂                | 東 5.5                        | 有人小屋（通年営業） |

## 檜洞丸周辺の地理

### 隣接する山

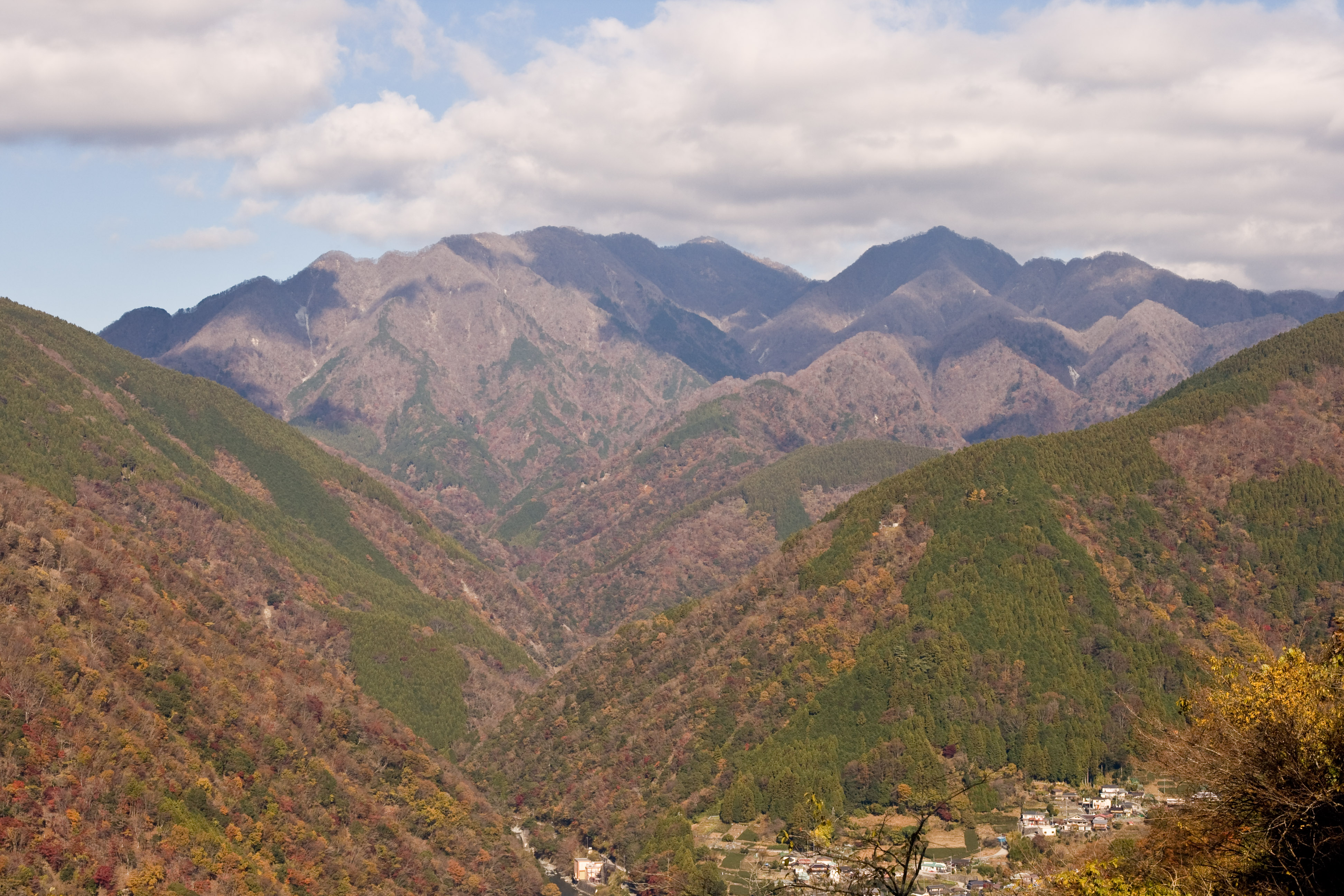
大野山北側より望む、石棚山稜と同角山稜を従えた檜洞丸。檜洞丸の南西面はこのような荒々しい山容に見える（2012年11月）

| 山容 | 名称       | 標高（m） | 檜洞丸からの 方角と距離（km） | 備考                 |
| ---- | ---------- | --------- | ----------------------------- | -------------------- |
|      | 犬越路     | 1,060     | 北西 2.9                      |                      |
|      | 小笄       | 1,288     | 北西 1.7                      | ここうげ             |
|      | 大笄       | 1,510     | 北西 1.1                      | おおこうげ           |
|      | 熊笹ノ峰   | 1,523     | 北西 0.8                      |                      |
|      | 檜洞丸     | 1,601     | 0                             |                      |
|      | 金山谷乗越 | 1,300     | 東 0.9                        | かなやまだにのっこし |
|      | 神ノ川乗越 | 1,250     | 東 1.6                        | かんのがわのっこし   |
|      | 臼ヶ岳     | 1,460     | 東 2.2                        |                      |
|      | テシロノ頭 | 1,491     | 南西 1.1                      |                      |
|      | 石棚山     | 1,351     | 南西 2.3                      |                      |
|      | 同角ノ頭   | 1,491     | 南 1.5                        |                      |
|      | 大石山     | 1,220     | 南南東 2.8                    |                      |

### 周辺の山

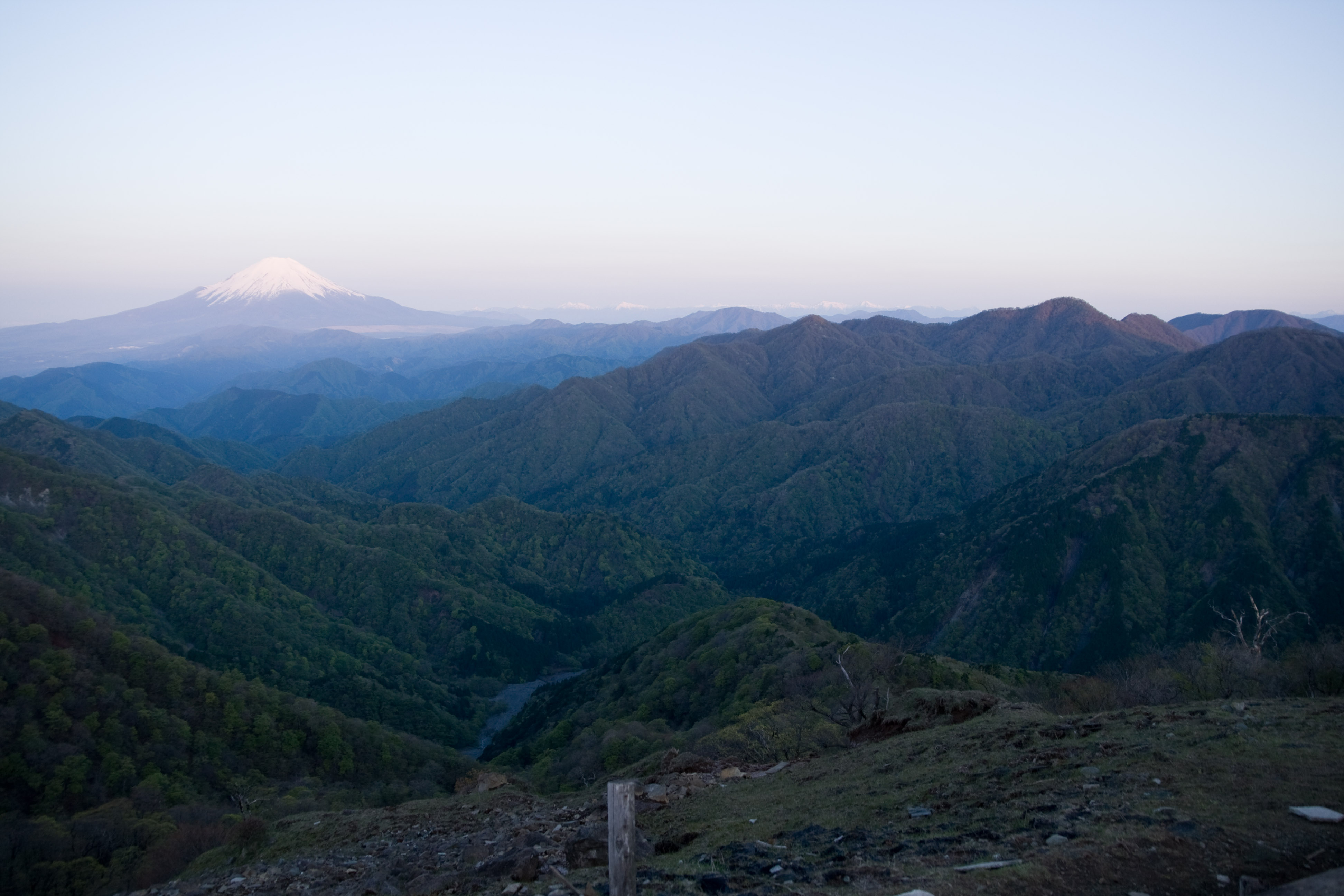
塔ノ岳山頂より見た檜洞丸（右端）と富士山。手前の谷は玄倉川（2012年5月）

| 山容 | 名称   | 標高（m） | 檜洞丸からの 方角と距離（km） | 備考                  |
| ---- | ------ | --------- | ----------------------------- | --------------------- |
|      | 富士山 | 3,776     | 西南西 36.5                   | 日本最高峰 日本百名山 |
|      | 菰釣山 | 1,379     | 西 11.4                       | こもつるしやま        |
|      | 畦ヶ丸 | 1,293     | 西 6.4                        |                       |
|      | 大室山 | 1,588     | 北西 4.7                      |                       |
|      | 檜洞丸 | 1,601     | 0                             |                       |
|      | 蛭ヶ岳 | 1,673     | 東北東 3.4                    | 丹沢山地最高峰        |
|      | 丹沢山 | 1,567     | 東 5.5                        | 日本百名山            |
|      | 塔ノ岳 | 1,491     | 東南東 6.2                    |                       |
|      | 鍋割山 | 1,272     | 南東 5.3                      |                       |
|      | 大野山 | 723       | 南南西 11.4                   |                       |

### 周辺の河川

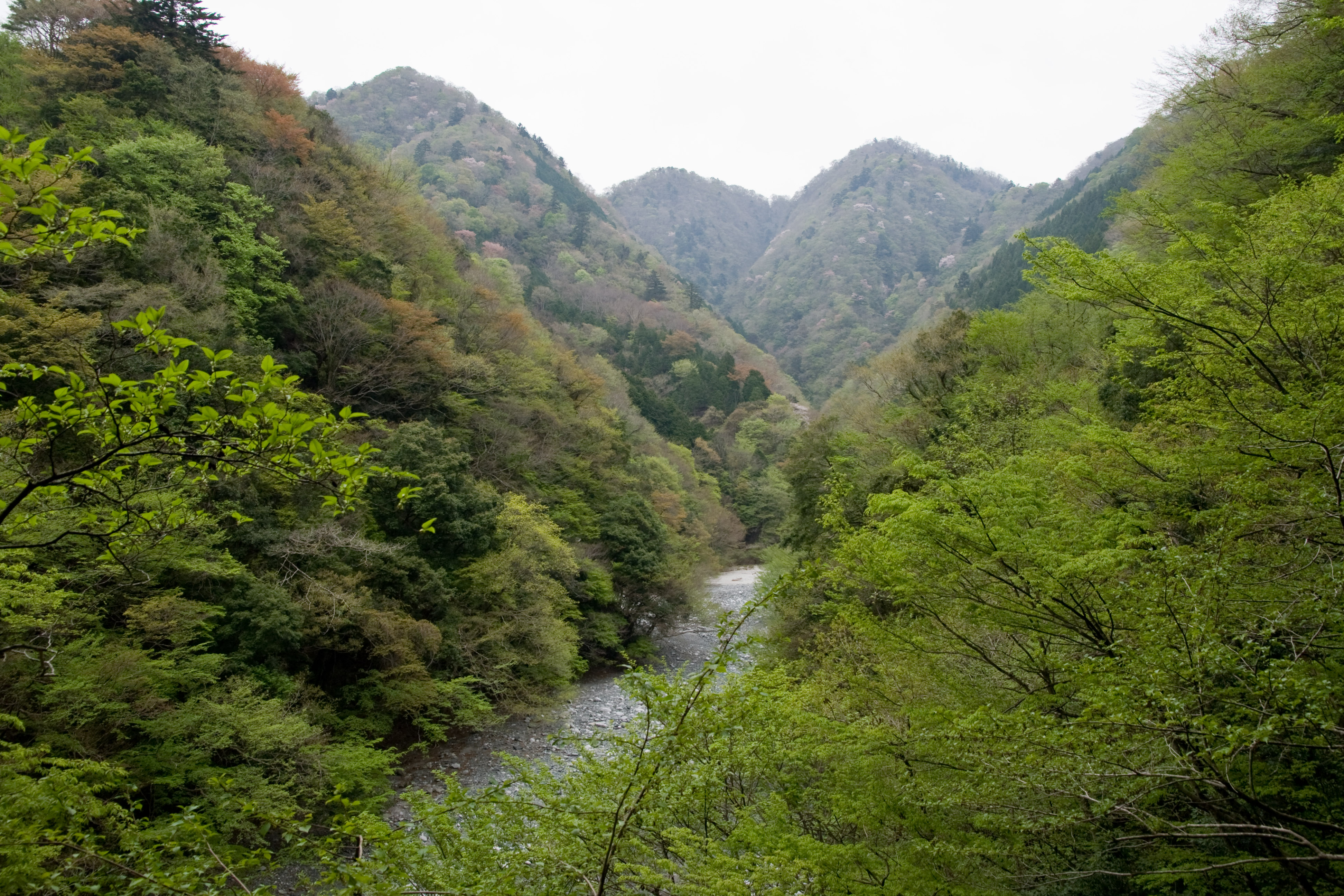
玄倉川（ユーシン渓谷）

- 中川川（なかがわがわ） - 檜洞丸の西側を流れ、丹沢湖に注ぐ川。足柄上郡山北町の中川集落を流れることから中川川と呼ばれる。
- 玄倉川（くろくらがわ） - 檜洞丸の南側を流れ、丹沢湖に流入する川。中流域は深い谷を成し、ユーシン渓谷と呼ばれている。1999年8月には下流部で玄倉川水難事故が発生した。
- 神ノ川（かんのがわ） - 檜洞丸の北側を流れる川。道志川の支流の一つ。